# Pico Copestake
El Pico Copestake (en inglés: Copestake Peak) es un pico que llega a unos 665 m s. n. m. ubicado en el lado sur del glaciar Neumayer en Georgia del Sur, en el océano Atlántico Sur, cuya soberanía está en disputa entre el Reino Unido el cual las administra como «Territorio Británico de Ultramar de las islas Georgias del Sur y Sandwich del Sur», y la República Argentina que las integra al Departamento Islas del Atlántico Sur, dentro de la Provincia de Tierra del Fuego, Antártida e Islas del Atlántico Sur. Fue nombrado por el Comité Antártico de Lugares Geográficos del Reino Unido por Paul Goodall-Copestake, que era asistente biológico del British Antarctic Survey en Grytviken, entre 1980 y 1982, y de la estación ubicada en la isla Pájaro, entre 1982 y 1983.